# Расел Тови
Расел Џорџ Тови (енгл. Russell George Tovey; Билерки, 14. новембар 1981) британски је глумац.

## Биографија
Рођен је 14. новембра 1981. у Билеркију. Има старијег брата, Данијела.
Изјашњава се као геј. Током младости, породица му је имала потешкоћа да прихвати његову сексуалну оријентацију. Иако каже да је изашао из ормара када је имао 15 или 16 година, родитељима говори о свом сексуалном опредељењу тек с 18 година. Отац му је рекао да би, да је знао раније, замолио га да узме хормоне или се подвргне неком другом медицинском лечењу како би „решио проблем”. Каже да су му родитељи били дубоко забринути због могућности да се зарази ХИВ-ом, што је могло допринети неслагању.

## Филмографија

### Филм
| Улоге Расела Товија |                  |               |            |          |
| Година              | Српски назив     | Изворни назив | Улога      | Напомена |
| 2015.               | Дама из дворишта |               | младић     |          |
| 2023.               | Поново љубав     |               | Били Брукс |          |

### Телевизија
| Улоге Расела Товија |                              |               |                 |              |
| Година              | Српски назив                 | Изворни назив | Улога           | Напомена     |
| 2001.               | Поаро                        |               | Лајонел Маршал  | 1 епизода    |
| 2007—2009.          | Гавин и Стејси               |               | Баџи            | 4 епизоде    |
| 2007.               | Доктор Ху                    |               | Алонсо Фрејм    | 2 епизоде    |
| 2012.               | Шерлок                       |               | Хенри Најт      | 1 епизода    |
| 2014—2015.          | Мување                       |               | Кевин Матесон   | главна улога |
| 2016.               | Ноћни менаџер                |               | Сајмон Оглви    | 1 епизода    |
| 2016—2018.          | Квантико                     |               | Хари Дојл       | главна улога |
| 2017.               | Флеш                         |               | Реј Терил / Реј | 1 епизода    |
| 2017.               | Легенде сутрашњице           |               | Реј Терил / Реј | 1 епизода    |
| 2019.               | Супергерл                    |               | Реј Терил / Реј | 1 епизода    |
| 2022.               | Америчка хорор прича: Њујорк |               | Патрик Рид      | главна улога |